# Гіппах
Гіппах (нім. Hippach) — громада округу Швац у землі Тіроль, Австрія.
Гіппах лежить на висоті 608 м над рівнем моря і займає площу 39,37 км². Громада налічує 1376 мешканців.
Густота населення 35/км².
Громада Гіппах лежить у долині річки Ціллер, на захід від самої річки. До громади належать кілька хуторів. Гіппах має чимало спільних установ із сусідньою громадою Швендау.
|                                 |
| Гіппах на мапі округу та землі. |

 Адреса управління громади: Johann-Sponring-Str. 80, 6283 Hippach.